# Kartaun
Kartaun, även kartog och kartov (latin  quartana, fjärdedelsstycke), var ursprungligen  en medelmåttigt stor kanon som efterträdde bombarden. Namnet kartaun blev sedan gemensamt för större artilleripjäser. Den var en flackbanepjäs av växlande storlek som hade relativt kort eldrör med en eldrörslängd av 10—20 gånger kalibern för att skjuta kulor av järn och som användes på 1500—1700-talen.